# Оринин
Ори́нин — село в Україні, у Кам'янець-Подільському районі Хмельницької області. Центр Орининської сільської громади. Село розташоване у великому природному видолинку та горбах по обидва береги річки Жванчик, лівої притоки Дністра.

## Геральдикатавексилологія

### Герб Оринина
Герб територіальної громади — це круглий щит, обрамлений синім бортиком. На білому полі щита, у центрі, розташовано шістнадцятипроменеве сонце. Жовта і синя стрічки обвивають уявну вісь, що описує коло навкруг сонця, вони утворюють вісім петель, які заповнені символами. Дві нижні петлі в основі герба свідчать про тісний зв’язок тутешніх селян із сільським господарством. У них зображено дев’ять золотих колосків, які похилились під вагою достиглого зерна, та голову корови, що символізує розвиток тваринництва, благополуччя і достаток. Із лівого боку ще два символи – зображення листяного та хвойного дерев і річки, що розповідають про ліси та водойми на території села. В петлі з правого боку – змія і чаша як ілюстрація тісного взаємозв’язку Оринина з медициною. В ще одному завитку перехрещені пензель для малювання та різець по дереву, а поруч – ліра, що несе інформацію про те, які заклади культури розміщені на території села. В петлі з правого боку в центрі зображено розгорнуту книгу, ліворуч від неї – купол костьолу, праворуч – купол церкви. Разом вони символізують освіту, духовність і пам’ять. Увінчує всю композицію зелена гілка з червоними кетягами калини і тризуб. Тут і без слів зрозуміло, наскільки патріотичні та віддані Україні люди живуть у цій місцині.

### Прапор Оринина
Прапор територіальної громади — прямокутної форми, він поділений по горизонталі на дві рівновеликих половини (прямокутники). Кожна половина поділена по діагоналі на два рівних трикутники: верхня — зліва направо (від древка) зверху вниз, нижня — зліва направо (від древка) знизу вверх. Перший трикутник (зверху) — синій. Другий трикутник (зверху) — малиновий. Третій трикутник (зверху) — калиновий. Четвертий трикутник (зверху) — жовтий.
(Герб та прапор територіальної громади затверджено рішенням № 1 шостої сесії Орининської сільської ради четвертого скликання 10 липня 2003 року)

## Географія
Оринин розташований у великому природному видолинку та горбах по обидва береги річки Жванчик, лівої притоки Дністра. З півдня та південного сходу село межує з лісом. На захід північ і схід села простяглися угіддя полів та пасовиськ.
Село розташовано на північний захід від районного центру міста Кам'янець-Подільський, на відстані 27 км і 36 км до залізничної станції цього міста. Через Оринин проходить автомобільна дорога регіонального значення Р24, яка з'єднує м. Кам'янець-Подільський з обласними центрами: м. Тернопіль, м. Львів, м. Івано-Франківськ та іншими старовинними містами західної України.
Площа Оринина становить 855 га (землі під будівлями та присадибні земельні ділянки в межах села) (станом на 1 січня 2007).

## Природні умови
Територія має типовий лісостеповий ландшафт; злегка хвиляста територія розчленована неглибокими балками.
Клімат помірно континентальний, середня температура липня — +18 — +19 С, найхолоднішого — —5 — −7 С. Середня річна кількість опадів − 510—580 мм.
Найпоширеніша ґрунтоутворююча порода — лес.
Ґрунтово-кліматичні умови сприятливі для вирощування озимої пшениці, цукрових буряків, картоплі та інших культур, а також для садівництва та городництва. Досить поширеною є рослинність Полісся та Лісостепу.
Через село протікає річка Жванчик, ліва притока Дністра.

## Назва

### Одна із легенд
Колись давно був такий час, у деяких місцевостях, коли люди не знали ні панів, а ні панщини. Сіяли, орали і так жили.
Якось у нещасливу пору найшов їх князь Владис з військом. Вояки розбіглись по всіх хатах і зігнали людей на берег річки. Там пан Владис сказав, що віднині ви будете робити те. що я наказую. Не думайте тікати, бо шкіру здеру. Кругом варта. Пожурилися люди, але що зробиш; треба працювати і пішли лупати скалу, щоб збудувати князю палац. Не скорився лиш старий дід, у якого була внучка. Вужем вислизнув з очей князівської варти, і поселився з онучкою далеко від князівського ока, в урочищі на горах.
Пройшли роки. Старий дідусь вже від віку ізсохся, а внучка його, яку звали Орина, стала такою красунею, немов вечірня зірка. Збудували вони хатинку у лісі, а згодом й інші люди поселилися.
Та ось одного разу через те поселення їхав Владис. Він впізнав красуню-дівчинку, наказав своїм слугам схопити її. Вони так і зробили. Коли князь на неї подивився, то вперше в житті відчув страх. Стільки сміливості й непокори було в її очах. І наказав вкинути непокірну в льох під вежею. Через три дні запитав, чи просилася вона на світ ясний. Слуги відповіли, що ні.
Через тиждень сам прийшов і сказав:
Будеш княгинею?
Вона відповіла:
- Посій, князю, кукіль на камені, коли вродить овес, то я стану княгинею.
То гинь смертю голодною!
Ніхто більше не чув її голосу. Чутка про те, що князь згноїв дівчину, долетіла до громади. Люди схопили вила, сокири і княжих вояк не стало, а з самого Владиса залишилась купа кісток.
На честь нескореної гордині Орини назвали поселення Оринин. А де жила красуня — дівчина, нині тече джерельна вода.

## Історія

### На світанку історії
На околицях села виявлено ряд курганів скіфської доби (VII—VI ст. до н. е.). Проте вони невеликі та вже пошкоджені під час земляних робіт чи скарбошукачами. Дослідженням цих курганів займаються археологи з Кам'янець-Подільського національного університету ім. І.Огієнка.
Основним населенням краю на межі нашої ери були слов'янські племена, а на межі II—III ст. тут поширилися пам'ятки черняхівської культури, на формування та розвиток якої значний вплив справили античні цивілізації. Про торговельні зв'язки з грецькими містами Північного Причорномор'я свідчать знахідки амфор та іншого привізного посуду. Часто трапляються срібні римські монети, переважно денарії імператорів династії Антонінів (II ст. н. е.).
У Х столітті територія увійшла до складу Русі. З цього часу розпочинається інтенсивний розвиток сільського господарства і ремесел на родючих ґрунтах при м'якому кліматі та відносній безпеці від нападів кочівників.

### Давнє містечко на Поділлі
Оринин вперше в історичних документах згадується як село 21 травня 1444 р. 16 липня 1449 року сини покійного Януша Кирдейовича, подільського воєводи, у галицькому суді здійснили поділ батькового маєтку, у результаті чого Оринин перейшов у власність Грицька Кирдея.
В 1474 році Кирдеї збудували у селі мурований костел Пресвятої Трійці.
Село Оринин отримало магдебурзьке право від короля Владислава III в 1434-1444 рр.
Від 1506 року Оринин — згадується як місто в Кам'янецькій землі.
Протягом XVI століття орининські землеволодіння було перерозподілено між спадкоємцями Кердеїв: за податковими списками 1565 року, в Оринині було дві частини: одна — Я. (Ф.) П'ясецького та Яцимірського, друга — Корабчевського. На першій частині податок з кожного двору становив 3 марки, тут було два млини та піп. На частині Корабчевського податок становив також 3 марки, було тут 5 плугів, два ремісники та піп.
У XVII столітті Оринином володіли шляхтичі Яцимірські та Мацей Ґурка (укр. Матвій Горка). Проте в цей час Оринин зазнавав частих нападів турецьких і татарських завойовників. Про бої, які тут точилися, свідчать залишки земляних укріплень і кургани-могильники, що збереглися на північ від села на так званому Орининському полі. Походження цих курганів належить до різних часів. Наприклад, у самому Оринині є земляні вали — їх називають «шанці» (на захід від містечка видніють два великих і декілька малих курганів).
Рівнини слугували табірними стоянками для польських, турецьких, татарських і козацьких військ. У 1587 році під час набігів татар тут стояв укріплений табір коронного мечника Станіслава Тарновського. 1600, 1612 та 1618 роками датовані листи з «Горининських степів» польського коронного гетьмана Станіслава Жолкевського. У битві 1618 (чи 1619) року з турецько-татарськими загарбниками С. Жолкевський зазнав поразки і відступив, а переможці вщент пограбували та частково спалили Оринин.
Під час визвольної війни українського народу проти Польщі на Орининському полі двічі стояло табором селянсько-козацьке військо — вперше у 1650 році, коли Богдан Хмельницький повертався з Молдавії в Україну, вдруге — у 1653 році перед Жванецькою битвою. 23 листопада 1653 року польський великий гетьман коронний Миколай Потоцький-«ведмежа лаба» писав із Жванця: «На Оринині став хан… і Хмельницький з табором, а це від нас три милі…».
При взятті Кам'янця турками (1672) на «полях орининських» стояв кримський хан і звідси писав коронному гетьману листи стосовно «заспокоєння України».
Війни згубно позначилися на Оринині. 1661 року в ньому залишалося лише три «дими», а під час 27-річного панування турків на Поділлі (1672-1699) село зовсім обезлюділо. І лише на початку XVIII століття почалося його відродження. У 1701 році воно отримало грамоту від короля Августа II Сильного на право проведення щорічних ярмарків, відтак тут щонеділі збиралися базари. Розвивалися торгівля, ремесло, зростало населення. У 1780 році в Оринині, який перетворився на містечко, налічувалося 73 двори, близько 600 жителів.
Серед землевласників Оринина відомий Станіслав Яшовський гербу Любич (Antoni Stanisław Jaszowski (ok. 1780-po 1840), prezes apelacyjny granicznego sądu powiatu kamienieckiego; dziedzic miasteczka Orynin), одружений з Терезою Орловською.
За переписом 1897 року, в Оринині проживало 5727 осіб (із них 1061, або 18,53 % — римо-католики).

### Оринин на зламі двох епох
6 листопада 1888 року земство відкрило маленьку лікарню на 12 ліжок, яка обслуговувала не тільки жителів містечка, а й мешканців навколишніх сіл. Вона розташовувалась у приміщенні найманого будинку (до наших днів не зберігся). У 1910 році після тривалого клопотання управи, з ініціативи земства збудовано приміщення для лікарні на 25 ліжок. Тут працювали лікар, фельдшер, сестра милосердя і акушерка. 1929 року лікарню було розширено до 35 ліжок. Свого часу тут працювали такі висококваліфіковані медики, як С. А. Верхрадський, В. Ф. Медведко, Я. М. Волошин, які стали професорами, докторами наук. В 1894 році відкрито однокласне училище, яке згодом було перетворено в двокласне. В 1908 році в училищі працювали 4 вчителі, вчилося 148 хлопчиків і 40 дівчаток. За браком місць 316 дітям відмовлено в прийомі. На 1925 рік на території Оринина діяло три школи. Згодом в селі діяли такі школи: початкова українська школа, восьмирічна українська школа, середня українська школа, початкова польська школа, семирічна єврейська школа. Всього на території Оринина до 1941 року функціонувало п'ять загальноосвітніх шкіл.
У роки Першої світової війни в Оринині стояли різні військові частини, які так чи інакше були задіяні в подіях жовтневого перевороту 1917 року.

#### Визвольні змагання
У листопаді 1917 року в Оринині було встановлено владу Центральної Ради та створено Орининську єврейську та Орининську українську ради.
У лютому 1918 року в село ввійшли австро-німецькі війська, які підтримували гетьмана Скоропадського, у цьому ж році було встановлено владу Директорії.
Однією зі складових боротьби в роки Української національно-демократичної революції 1917 — 1921 рр. була діяльність Української Галицької армії (УГА) на території сучасної Хмельниччини. Виконуючи угоду про об'єднання українських військ для спільної боротьби з Червоною армією, у липні 1919 року в Оринині стояв штаб 2-го корпусу УГА.
У вересні 1920 року в село увійшли війська Польщі та Петлюри. В результаті наступу Червоної Армії вони відступили за річку Збруч. В селі було встановлено радянську владу.
Однією з сторінок боротьби українського народу за незалежність стали трагічні події в урочищі Базар на Житомирщині 22—23 листопада 1921 року. Серед полеглих там і уродженець Оринина Тиміш Іванович Венглевський (1885—†1921).
Відомо також, що на території села тривали бої за Україну воїнів УНР. Зараз на місці поховання воїнів УНР встановлено пам'ятну плиту з написом: «Слава їхніх імен житиме вічно в серцях хоробрих, мовчазних, вірних… Тут спочивають вояки Української Народної Республіки, що загинули за волю України-1919».

### Оринин радянська окупація
Внаслідок поразки визвольних змагань на початку XX століття, село надовго окуповане російсько-більшовицькими загарбниками.
Радянська окупація принесла колективізацію та розкуркулення, мешканці села зазнали репресій. Багатьох частинах Поділля відбувались масові селянські повстання, проти радянської влади.
У 1923-1959 роках Оринин був центром району.
1930-ті роки відомі в історії як роки комуністичних репресій. Не минули ці трагічні події й Оринина. Саме в Оринині (тодішньому райцентрі) містилась в'язниця НКВД; значна частина жителів села стали жертвами сталінської репресивної машини (імена і долі багатьох з них, на жаль, досі не встановлено).
В 1930 році було відкрито одну із перших на Поділлі машинно-тракторну станцію, якою керували Зелений, Ковбасюк, Козлов, Сиротюк. В 1938 році Орининську МТС першою на Поділлі було нагороджено найвищою на той час нагородою — орденом Леніна. Таку ж нагороду отримав і директор МТС А. М. Ковбасюк.
Чорним лихом в життя орининців увірвались роки голодомору. На жаль, сьогодні ще не встановлено достеменно масштаби збитків та людських жертв тієї трагічної доби 1932—1933 років, але пам'ять про них житиме вічно.
У 1934 році семирічну школу було перетворено на середню. Це була перша в районі десятирічка, у старших класах якої навчалися діти і з навколишніх сіл. У 1936 році Орининську середню школу відвідав народний комісар освіти В. П. Затонський.
3 квітня 1938 року полярник, Герой Радянського Союзу, керівник дрейфуючої станції «Північний Полюс — 1» І. Д. Папанін з рук орининців приймав хліб і сіль.

### Оринин в роки Другої світової війни
Друга світова війна прийшла в Оринин разом з німецькими окупантами 7 липня 1941 року. На фронт пішло 866 жителів села. В роки окупації насильно на примусові роботи до Німеччини і Австрії було вивезено 246 орининців. Влітку 1942 р. на східній околиці Оринина гітлерівці розстріляли євреїв: 40 грудних дітей, 530 дітей віком до 14 років, 650 жінок і 480 чоловіків. Окупаційним режимом також було приведено в село і розстріляно 2690 угорських євреїв.
15 червня 1943 р. в Оринині створюється партизанський загін ім. Боженка на чолі з командиром Петром Заплатинським, заступником командира Семеном Березовським і комісаром Гнатом Кирилюком.
24 березня 1944 року розвідники лейтенанта В. Урусова з 49-ї механізованої бригади 4-ї танкової армії першими увірвалися до Оринина, а 61-ша гвардійська танкова бригада підполковника М. Жукова з увімкненими фарами увірвалась у село Зіньківці. Ошалілий від таких дій ворог відступив. У боях під Оринином командир танкового взводу лейтенант М. Желєзнов знищив 4 ворожих бойових машини, а П. Тезіков своїм танком ІС знищив 6 ворожих танків і понад 100 гітлерівців. Навідник протитанкової гармати 20-го протитанкового дивізіону — 17-літня Ніна Букрєєва (Луценко) підбила 3 ворожі бойові машини. П'ять днів точився бій за Оринин, де перебував штаб радянської 4-ї танкової армії генерала Д. Д. Лелюшенка. У боях за звільнення села загинуло 100 воїнів (87 — під час боїв, 13 померли в Орининському шпиталі).
Після завершення Другої світової війни у 1946—1947 роках мешканці села вчергове пережили голод.

### Оринин у 1950—1980 роки
Указом Президії Верховної Ради УРСР від 23 вересня 1959 року було ліквідовано Орининський район, а його територію розподілено між Кам'янець-Подільським та Чемеровецьким районами. Сама Орининська сільська рада відійшла до складу Чемеровецького району. Указом Президії Верховної Ради УРСР від 30 грудня 1962 року та відповідним рішенням обласного виконавчого комітету від 7 січня 1963 року в ході укрупнення Кам'янець-Подільського району Орининська сільська рада увійшла до його складу. 1959 року гостинно прийняла своїх перших учнів Орининська школа-інтернат. В 1966 році за рахунок довколишніх колгоспів було збудовано корпус Орининської лікарні, згодом приміщення побуткомбінату. В 1977 році було побудовано нове приміщення середньої школи. Цього ж року було завершено будівництво універмагу «Україна», відкрито музичну школу (згодом вона стала школою мистецтв, де діти навчаються грі на музичних інструментах, співу, танцям, малюванню та різьбі по дереву).

### Оринин після відновлення незалежності України

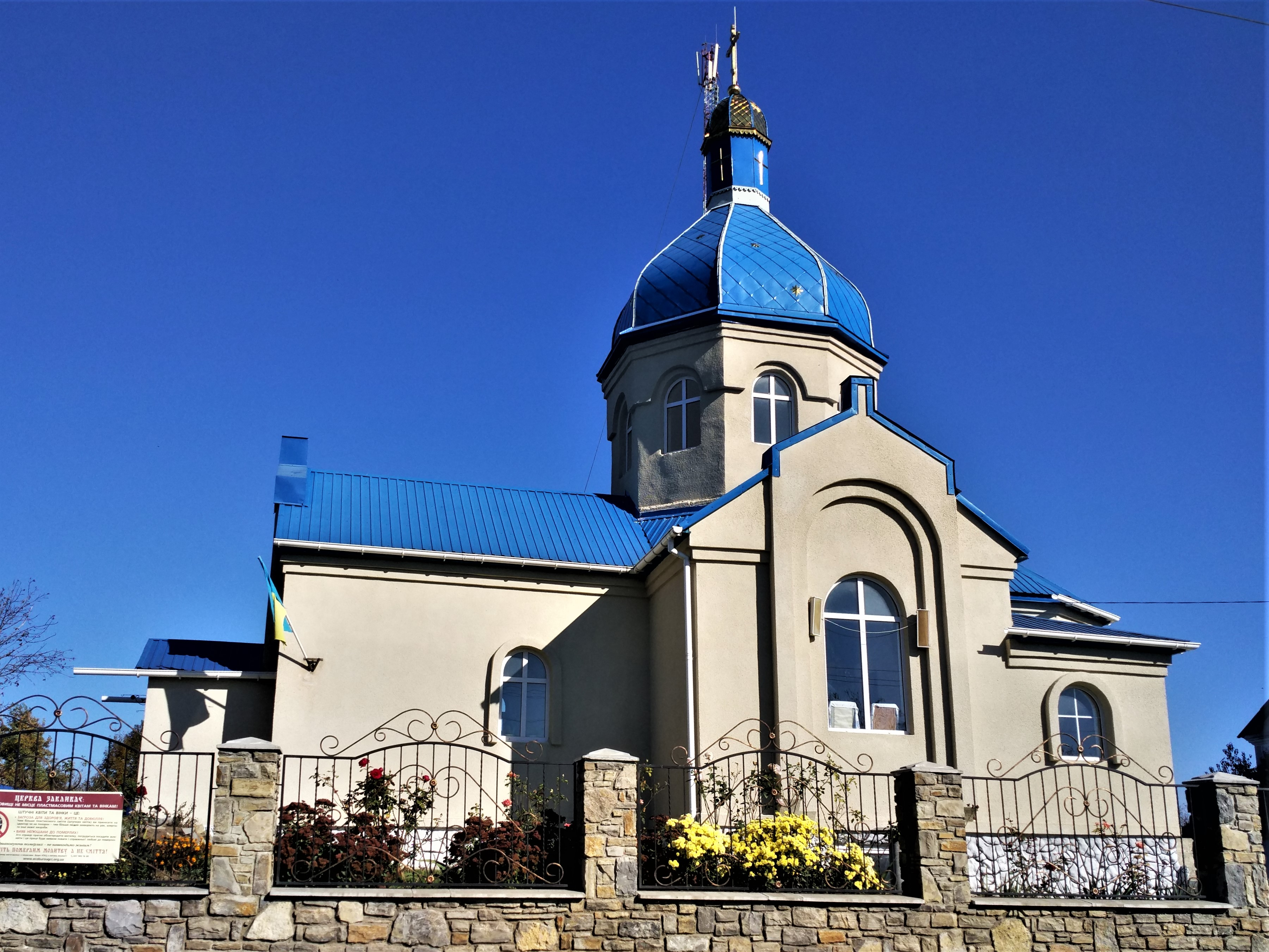
Храм

З 1991 року в складі незалежної України.
10 липня 1997 року газета «Українське слово» вмістила лист-спогад жителя села Ріпинці Олександра Олійника про те, що в Оринині на розі вулиць Лісової та Кам'янецької в роки українських визвольних змагань було поховано 21 вояка УНР. 10 червня 2006 року могилу воїнів УНР було впорядковано та встановлено хрест і пам'ятний знак (на звернення сільського голови Валерія Гайшука допомогли облагородити могилу підприємці Оринина).
Рішенням дев'ятої сесії Орининської сільської ради п'ятого скликання від 21.11.2007 року було створено топонімічну комісію для перейменування вулиць в селах сільської ради та повернення їм історичних назв. Результатом роботи комісії стало рішення сесії про перейменування вулиць. Так, головна вулиця (колишня Леніна) стала вулицею Тараса Шевченка, вулиця Калініна — вулицею Михайла Грушевського. Є сьогодні в Оринині вулиці Володимира Великого і Ярослава Мудрого, Богдана Хмельницького і Дмитра Яворницького, княгині Ольги і Пилипа Орлика, Партизанська, Козацька, Героїв Крут…
22 листопада 2008 року в центрі Оринина відбулося відкриття пам'ятного знака жертвам Голодомору 1932—1933 рр.
9 травня 2009 року в районі старого млина завдяки зусиллям місцевого підприємця Василя Строяновського відкрито впорядковану зону відпочинку та кафе «Перевесло», яка завоювала популярність та славу куточка сільського зеленого туризму далеко за межами краю (7 липня 2009 року тут проходило обласне дійство «Зелене Купало в літо упало»)
16 червня 2009 року в центрі села священиками різних конфесій було освячено статую-образ Матері Божої (встановлено коштом орининців-емігрантів (заробітчан) в Італії).
20 червня 2009 року з нагоди 535-ї річниці з часу першої писемної згадки про Оринин за ініціативою вчителя історії місцевої школи, члена Національної спілки краєзнавців України Підгірного В. М., при підтримці Центру дослідження історії Поділля Інституту історії України НАН України при Кам'янець-Подільському національному університеті ім. Івана Огієнка (директор Баженов Л. В.) та сільського голови Гайшука В. П. відбулося засідання круглого столу «Оринин: погляд крізь століття». У засіданні взяли участь науковці КПНУ, історики, краєзнавці.
14 серпня 2010 року в Оринині відбулося освячення новозбудованого храму Народження Івана Хрестителя Української греко-католицької церкви. Значну допомогу у зведенні храму надали Наталя Жилюк, Валентина Галущинська, підприємці Василь та Валентина Строяновські, Валерій Заокотнюк.
24 грудня 2019 року шляхом об'єднання сільських рад Кам'янець-Подільського району село Оринин стало адміністративним центром — Орининської сільської громади. Об'єднання в громаду має створити умови для формування ефективної і відповідальної місцевої влади, яка зможе забезпечити комфортне та безпечне середовище для проживання людей.

## Релігія
- церква Різдва Пресвятої Богородиці (ПЦУ)
- церква Різдва Івана Хрестителя (2010, УГКЦ)
- церква Святого Олександра Невського
- костел Пресвятої Трійці (РКЦ)

## Населення
1897 року в Оринині проживало 5727 осіб, з яких 1061 були римо-католиками.
За переписом населення України 2001 року в селі мешкало 2898 осіб.
Станом на 1 січня 2015 року населення становить 2527 мешканці, населення села скоротилось на 12,80 % порівняно зі 2001 роком.

### Мова

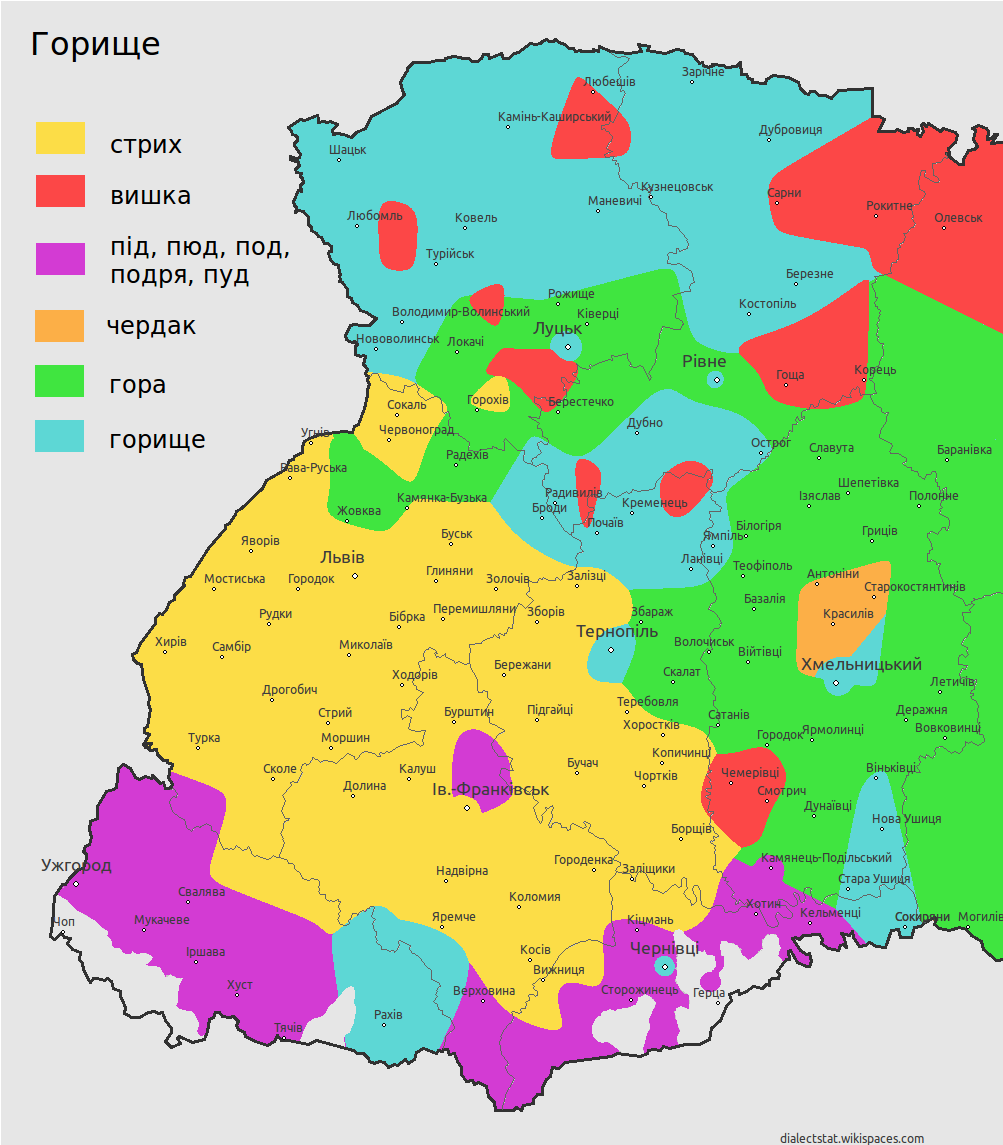
Селі Оринин поширені такі діалекти слова «горище»: стрих, вишка, гора, під, подря, под, пуд

У селі поширена південноподільська говірка, що відноситься до подільського говору, який належить до південно-західного наріччя.
Розподіл населення за рідною мовою за даними перепису 2001 року:
| Мова       | Відсоток |
| ---------- | -------- |
| українська | 98,59 %  |
| російська  | 1,22 %   |
| молдавська | 0,04 %   |
| болгарська | 0,04 %   |
| білоруська | 0,04 %   |
| румунська  | 0,04 %   |
| вірменська | 0,04 %   |

## Економіка та інфраструктура
На території Оринина працюють: загальноосвітня школа I—III ступенів, загальноосвітня школа-інтернат І—III ступенів(для дітей із неблагополучних сімей з Хмельницької області), дошкільний навчальний заклад «КАЛИНКА», дитяча музична школа(школа мистецтв), Будинок культури (разом з бібліотеками для дітей і для дорослих), дільнична ветеринарна лікарня, районна лікарня № 2, дві аптеки, цегельний цех (приватне підприємство «ГРОМАДА-2005»), поштове відділення, відділення електрозв'язку, комунальне підприємство «ЛЕБІДЬ», шість приватних ковбасних цехів: Бернашевський А. В. («АНОК»), Строяновський В. С. («СССР ЛТД»), Українець В. В. і Данилюк Р. Л. («ЛАСТІВКА»), Гальчук А. А., Молоткова — Садова О. М., Гусятинський В. А., фермерське господарство «КВАЗАР-XXI» (директор Ковбель В. Д.), двадцять два приватних підприємства в галузі торгівлі і громадського харчування, фермерське господарство «КОЛОС-АГРО» (директор Комарніцький В. І.), сільськогосподарське товариство з обмеженою відповідальністю «ГАРАНТ» (директор Комарніцький О. А.), три селянсько-фермерських господарства: Магас М. Г. («МАЇС»), Кучер М. М. («ПОДІЛЬСЬКИЙ АЛЬЯНС ПЛЮС»), Гижко П. І. («ВІДРОДЖЕННЯ»), зона відпочинку та мережа кафе «Перевесло» (Строяновський В. С.).

## Топоніміка
У писемних документах минулого назва села вживається як Горынинъ чи Horynin. Поселення це складали такі частини: власне Оринин — містечко, де зосереджувалось єврейське поселення, Вовкотруби (чи Кутрубівка) — на південний схід, Ісаківка (чи Саківка) — на сході, Загоряне (чи Мельниківка), Скарбові Хати, Стара Слобідка, Нова Слобідка, Казенна Юридика (або Юрудовка Костельна, ксьондзівська), Селище (чи Селисько) — на північному заході, Кривда (чи Свинокривда) — на заході та Річичина. Сьогодні в Оринині налічується 13 частин, кожна з яких має свою цікаву й оригінальну за походженням назву.

## Відомі земляки-орининці

### Особи, пов'язані з Оринином
- Бальме Яків Васильович (22 березня 1873, Ромен) — полковник Армії Української Народної Республіки. Восени 1920 року — комендант містечка Оринин.
- Будзінська Броніслава Іванівна (20 червня 1942) — Відмінник народної освіти, Заслужений вчитель УРСР.
- Стефанія Войтович (1922–2005) — видатна польська співачка (сопрано).
- Венглевський Тиміш Григорович — (1885 — † 22 листопада 1921) — козак 4-ї Київської дивізії Армії УНР, Герой Другого Зимового походу
- Гітлер Семен Костянтинович (1922 — 3 липня 1942) — червоноармієць, учасник оборон Одеси і Севастополя. Нагороджений медаллю «За відвагу».
- Грабовецька Ганна Антонівна (7 травня 1927 р. — 27 вересня 1988) — Відмінник народної освіти, Заслужений вчитель УРСР.
- Дубровський Олександр Олексійович (10 червня 1949 р.) — живописець. Член Національної Спілки Художників України. Учасник республіканських, всесоюзних та зарубіжних (персональна виставка: Алжир — 1987-94 рр) виставок. Проживає в м. Харків.
- Завальнюк Олександр Михайлович (28 листопада 1951) — ректор (2002—2012) Кам'янець-Подільського національного університету імені Івана Огієнка, історик, член Національної спілки краєзнавців України, Національної спілки журналістів України, краєзнавець, академік, заслужений працівник освіти України. У 1974 — 1976 роках — вчитель історії та географії Орининської школи — інтернат І — III ступенів.
- Закордонець Володимир Савич (21 квітня 1956) — кандидат фізико-математичних наук, доцент кафедри електроніки Тернопільського державного технічного університету.
- Калитко Анатолій Миколайович (13 червня 1942) — член Національної Спілки художників України, провідний живописець Гуцульщини, завідувач кафедри Косівського державного інституту прикладного та декоративного мистецтва.
- Кам'янецький Володимир Феофанович (1920–2003) — кавалер орденів Вітчизняної війни, Червоної Зірки, Слави, ветеран другої світової війни, генерал-майор.
- Каневський Іван Пахомович(1939—2011) — почесний ветеран 4-ї гвардійської танкової армії, почесний житель села, організатор одного з найкращих (2 місце в колишньому СРСР) загонів юних слідопитів. Автор книги «Її величність — школа-інтернат».
- Качур Іван Олександрович (1919–1971) — ветеран другої світової війни, герой-танкіст, Голова Президії УТОС України(1957—1971)
- Комарницький Антон Аполлінарійович (6 жовтня 1923, село Оринин — 12 листопада 1995, Київ) — український кіносценарист, журналіст. Лауреат Шевченківської премії(1986) (у співавторстві) як сценарист повнометражних документальних фільмів «Командарми індустрії», «Головуючий корпус», «Стратеги науки».
- Молдован Ельвіра Степанівна (5 травня 1984) — кандидат економічних наук, викладач Хмельницького університету управління і права, автор поетичних збірок «Полювання на муку»(2002), «Тінь в шухляді» (2003).
- Несіс Арнольд Ізраїльович (1926, Оринин — 1981) — радянський учений-рентгенолог, доктор медичних наук (1969), заслужений винахідник Казахської РСР (1960).
- Никитюк Борис Дмитрович (24.08.1939 — 1998) — знаний подільський хлібороб, кавалер орденів Леніна, «Знак Пошани», Трудового Червоного Прапора.
- Никольчук Микола Леонтійович (* 06.12.1919, Оринин — † 10.10.1976, Ужгород) — ветеран Другої Світової війни, Герой Радянського Союзу.
- Підгірний Володимир Михайлович (23.02.1964) — член Національної спілки краєзнавців України, краєзнавець, історик, автор книг «Оринин. Історико-публіцистичний нарис» (2008) та «Шляхами століть» (оглядова екскурсія стежками села Оринин) (2008), «Орининська загальноосвітня школа: Її минуле й сьогодення»(2012), методичних розробок та посібників для вчителів.
- П'ясецький Ян — шляхтич з Поділля, військовик. Був власником Оринина.
- Олексій (Потульницький) — український священик, в УАПЦ з 1921, відбув 10 років в ГУЛАГах, у 1942—1943 — управляючий УАПЦ на Полтавщині, український священик в Сірак'юс (США).
- Рарицький Олег Анатолійович (21.05.1973) — заступник декана філологічного факультету КПНУ ім. І.Огієнка, завідувач кафеди української літератури та журналістики, доктор філологічних наук, професор.
- Романюк Петро Леонтійович (11.08.1926 — 14.06.2014) — відомий журналіст, редактор, ініціатор та організатор становлення телебачення на Буковині. Ветеран другої світової війни. Член спілки журналістів України, голова обласної організації цієї спілки. З 1953 року — старший редактор, заступник голови, голова Чернівецького обласного телерадіокомітету.
- Романчук Іван Михайлович (17.01.1947) — заслужений лікар України
- Сірик Володимир Михайлович (8.12.1933 — 21.12.2009) — генерал-лейтенант міліції, представник МВС України в Посольстві України в Угорській Республіці, заслужений юрист України.
- Сірик Михайло Іванович (17.08.1910 — 1990) — вчитель фізики, ветеран другої світової війни, кавалер орденів Червоної Зірки, Слави (III ст.), Вітчизняної Війни (І ст.), батько генерал-лейтенанта МВС Сірика В. М.
- Снігур Степан Олексійович (25.11.1915 — 16.03.1995) — подільський письменник і журналіст, ветеран другої світової війни, кавалер Ордена Слави, редактор журналу «Дністер».
- Солуха Костянтин(Кость) Григорович (17.05.1861,с. Коритне — 31.01.1922) — лікар, член Управи Подільського Товариства Українського Червоного Хреста, в 1889—1894 рр. — дільничний лікар земської лікарні містечка Оринин Кам'янецького повіту, один з фундаторів Кам'янець-Подільського Державного Українського Університету.
- Уніловська Антоніна Олександрівна (7 січня 1933) — вчитель української мови та літератури, відмінник народної освіти, кавалер ордена Трудового Червоного Прапора, ордена «Знак Пошани».
- Фостійчук Іван Макарович (1913–1990) — знаний подільський хлібороб, кавалер ордена Леніна.
- Януш з Оринина — крем'янецький підкоморій у 1448 році[11]

## Охорона природи
Село лежить у межах національного природного парку «Подільські Товтри».

## Галерея

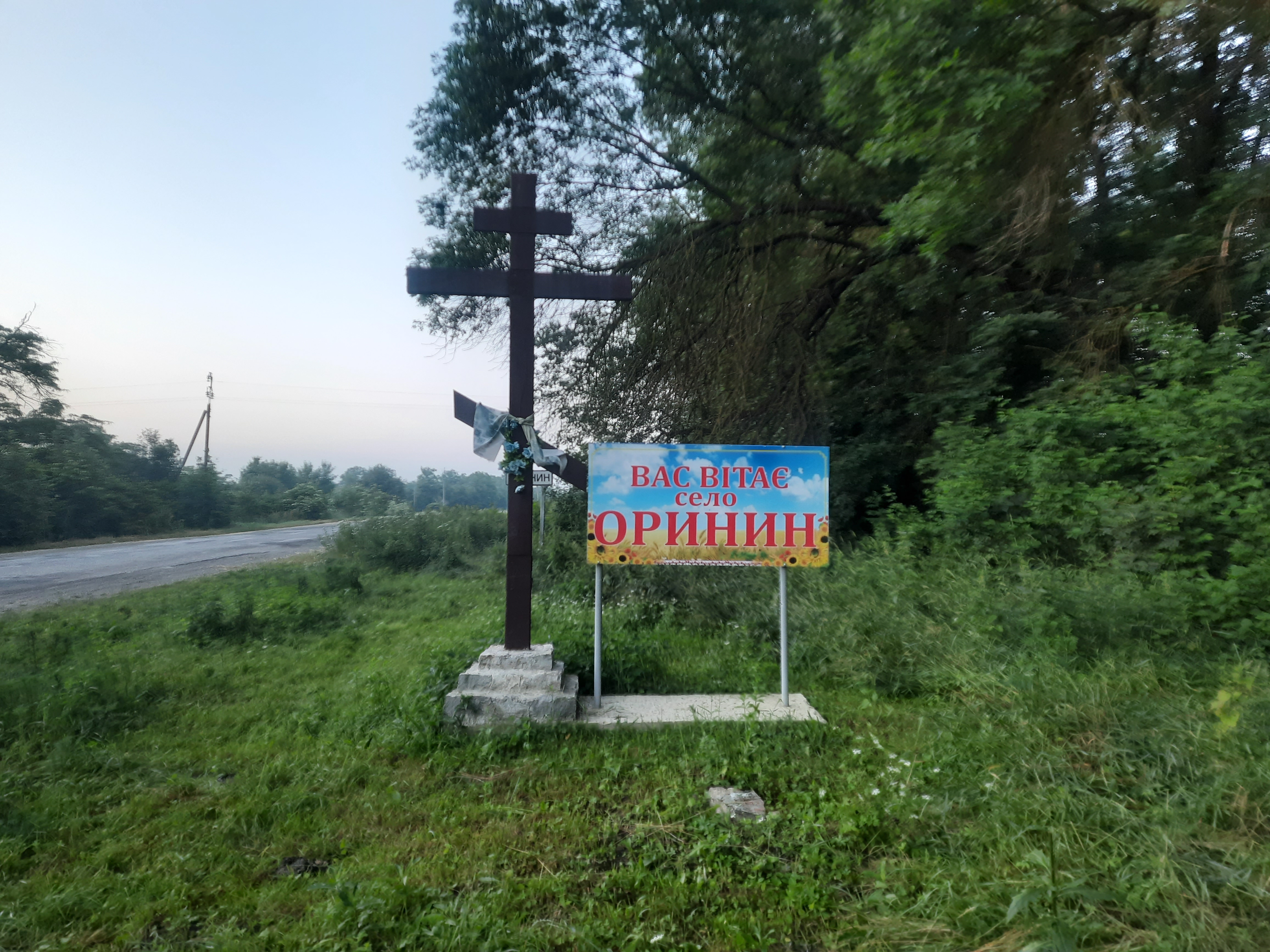
В'їзд у село
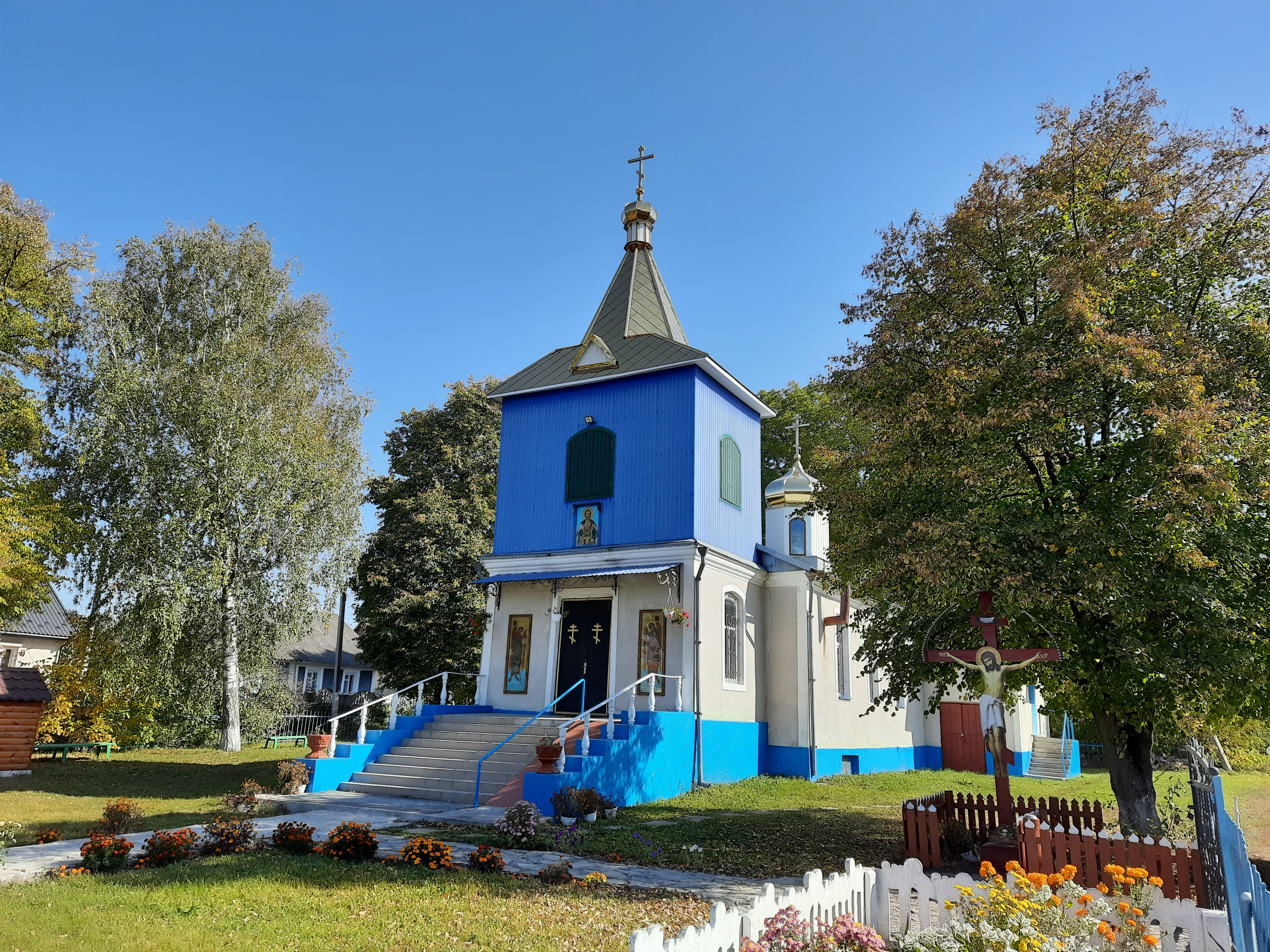
Церква Святого Олександра Невського
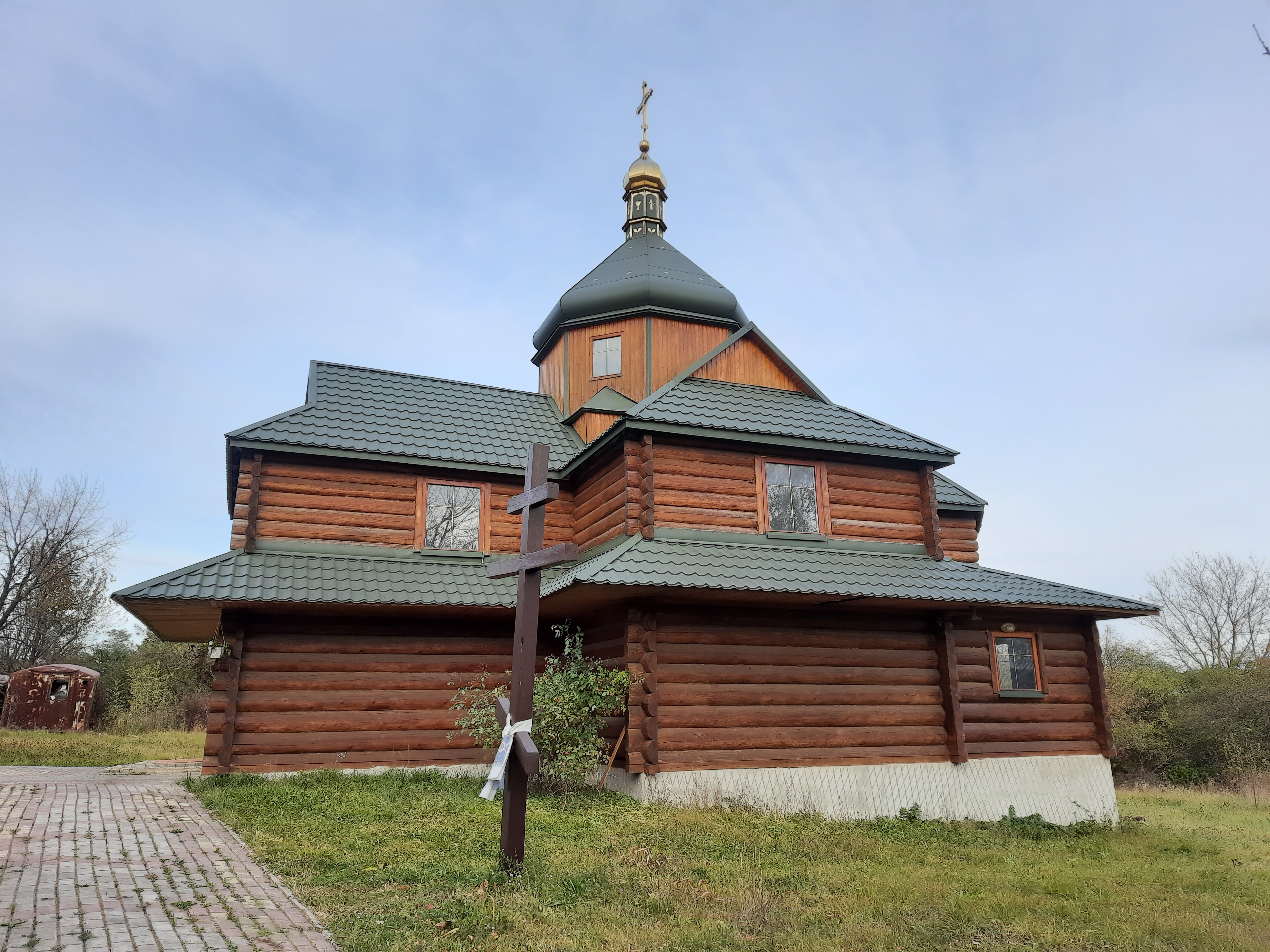
Церква Різдва Пресвятої Богородиці
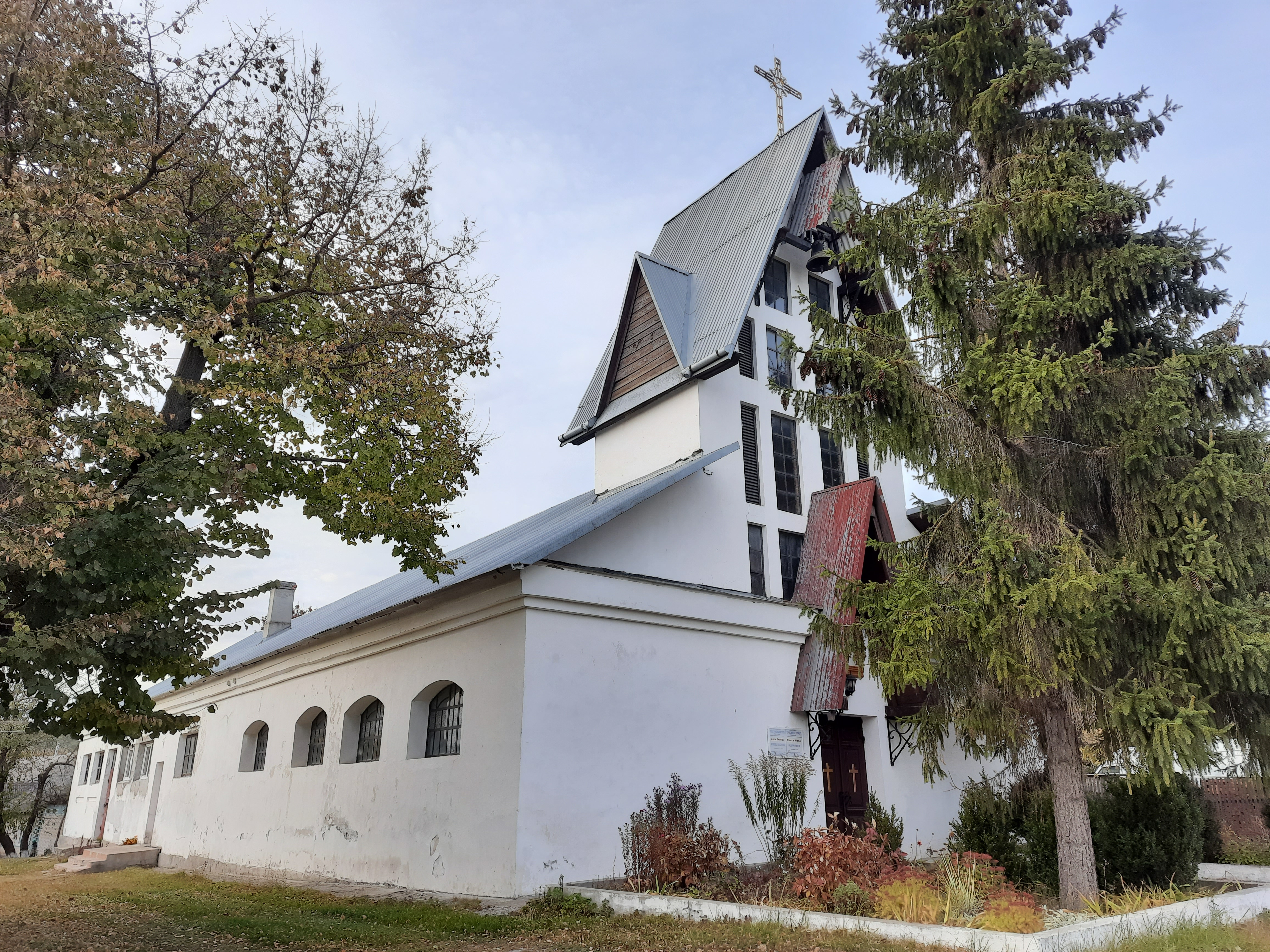
Костел Пресвятої Трійці
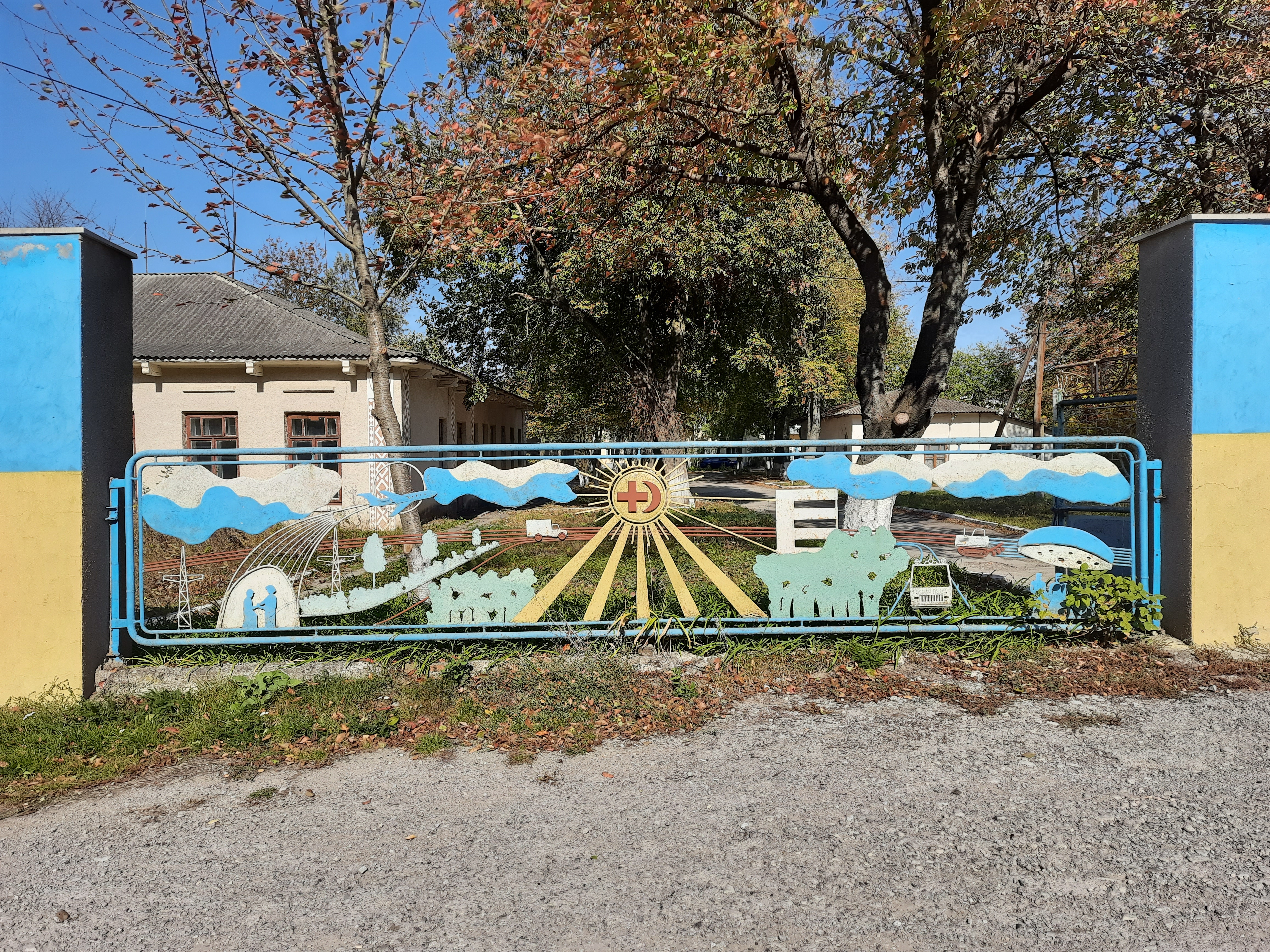
Орининська лікарня відкрилася в кінці XIX ст.
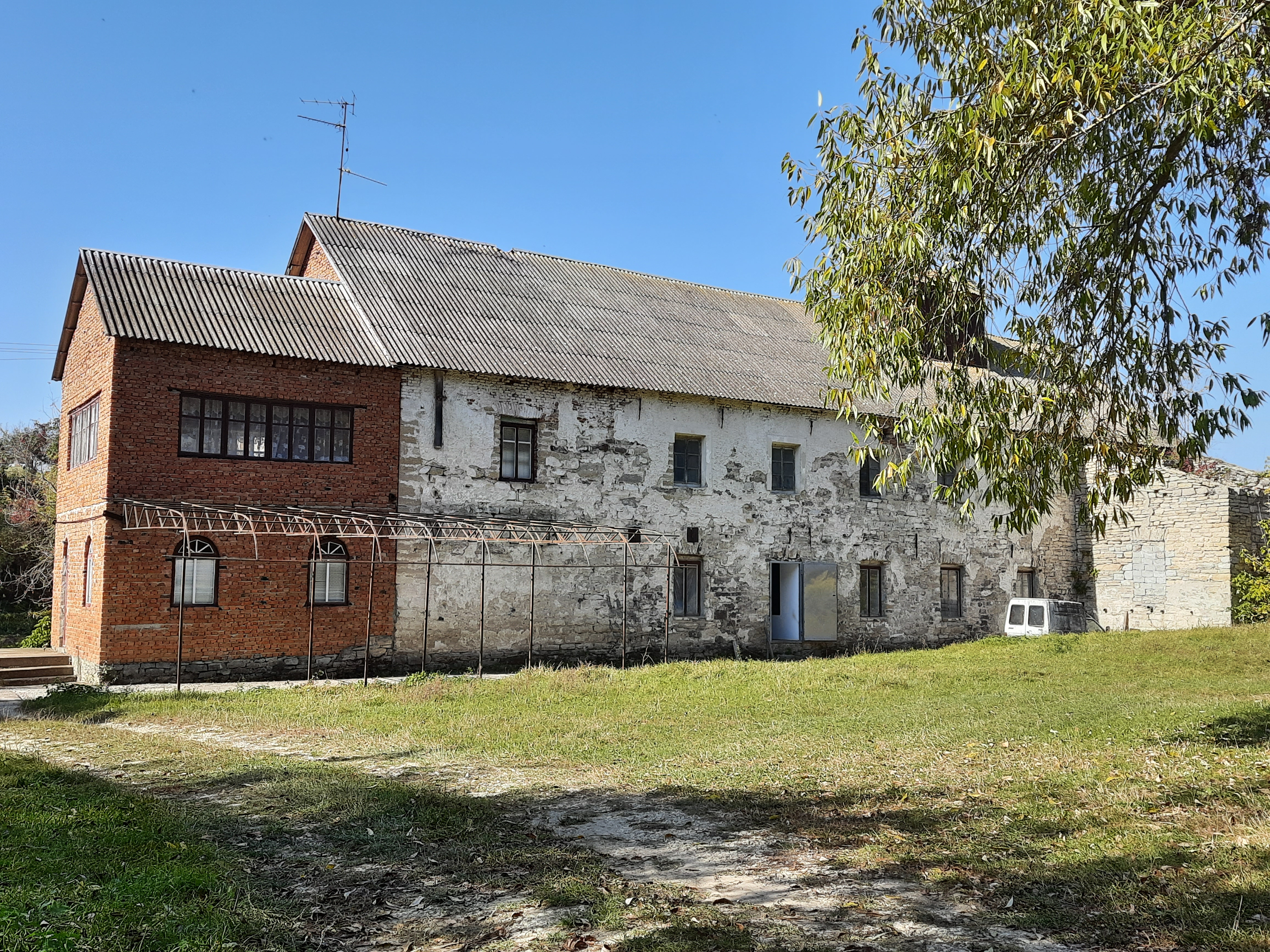
Старий млин
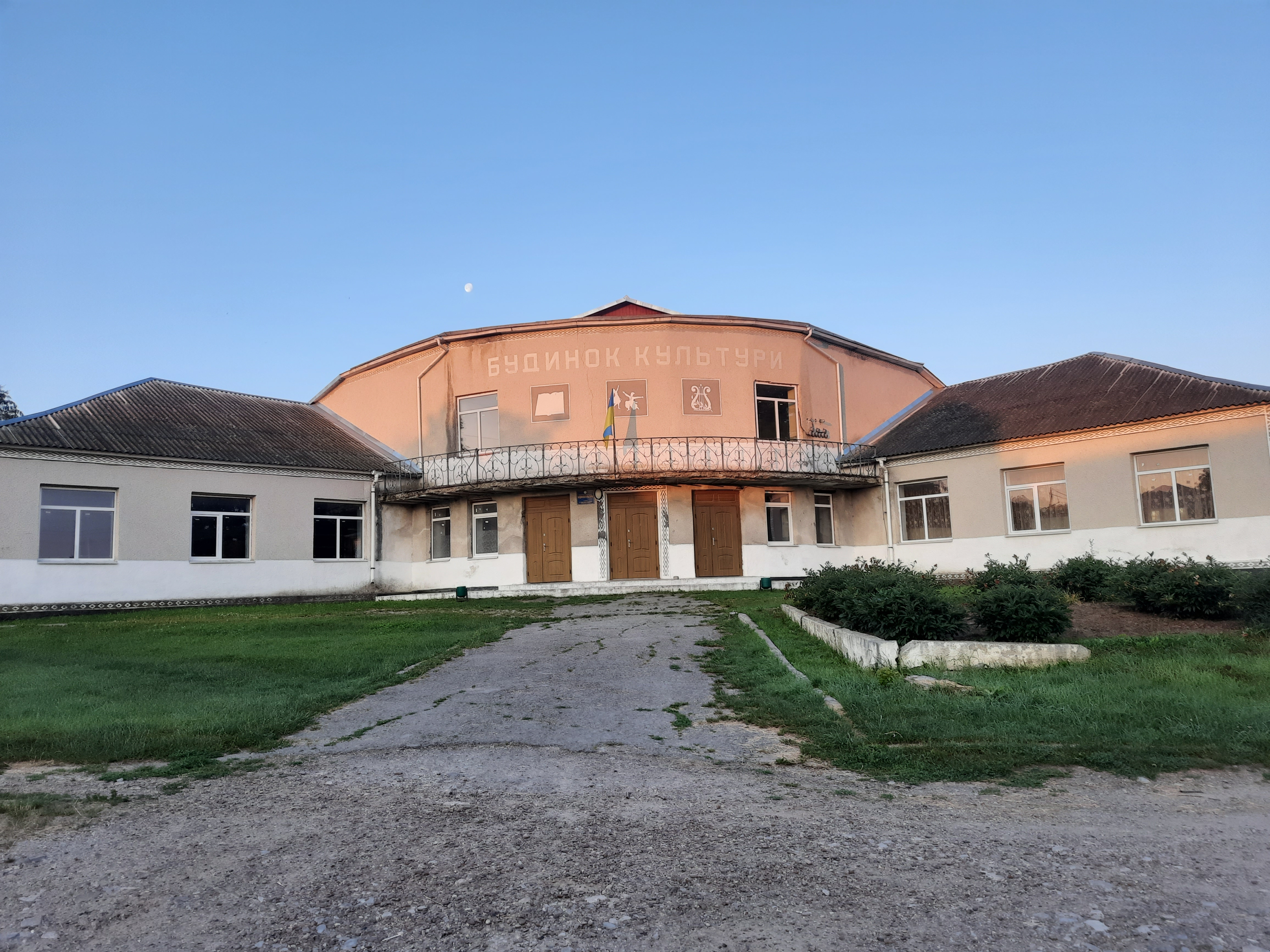
Будинок культури
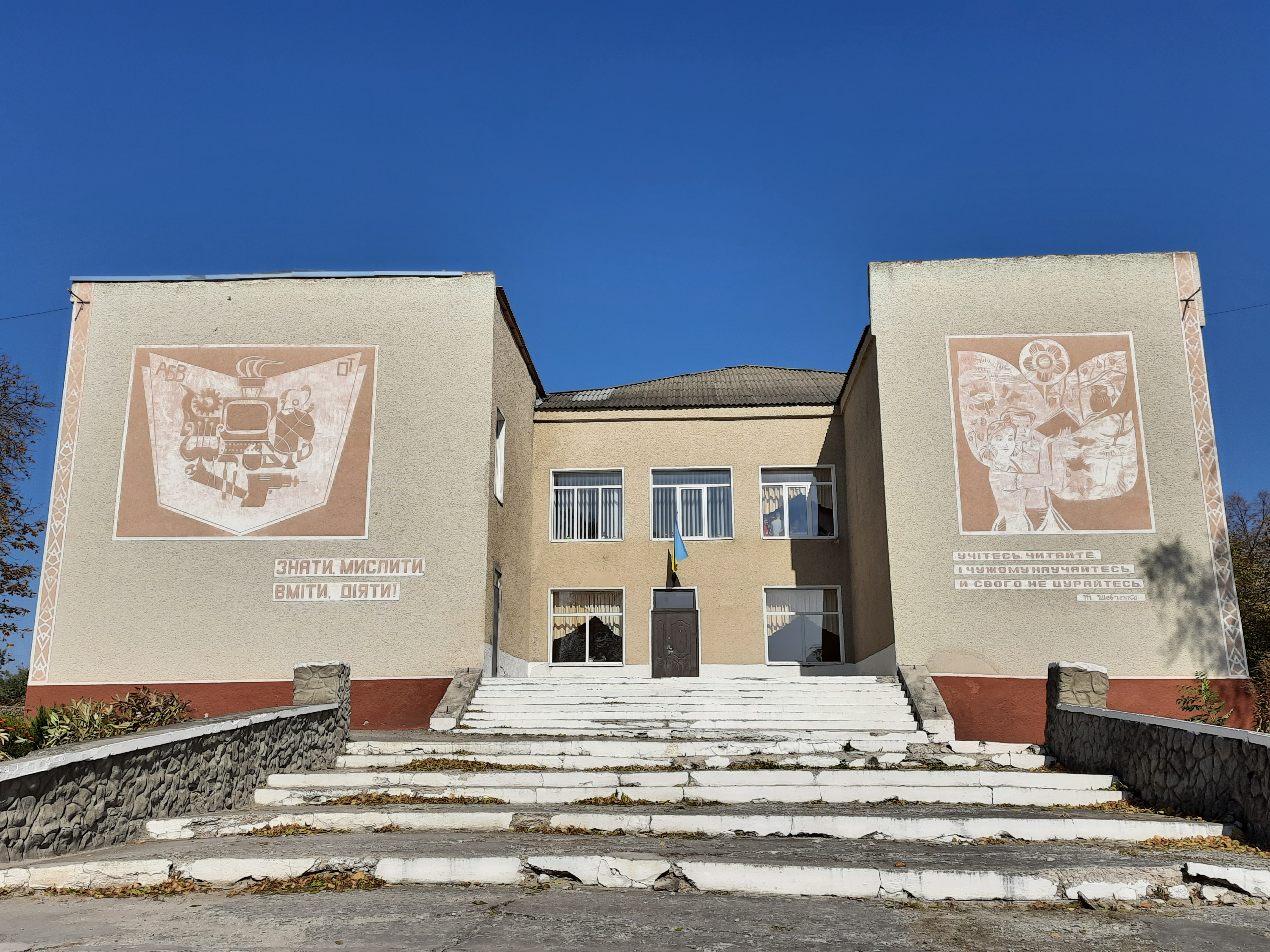
Школа
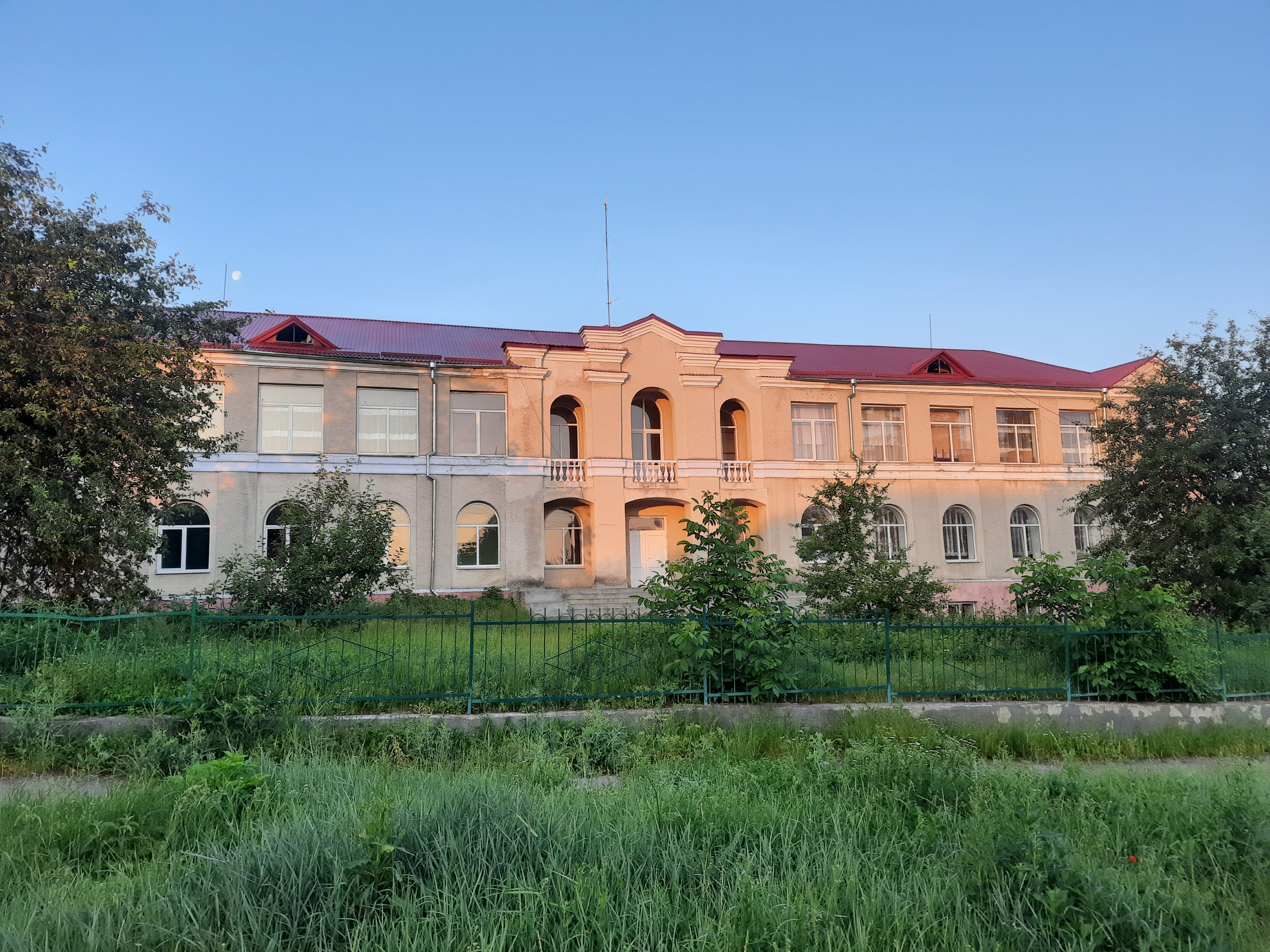
Школа-інтернат
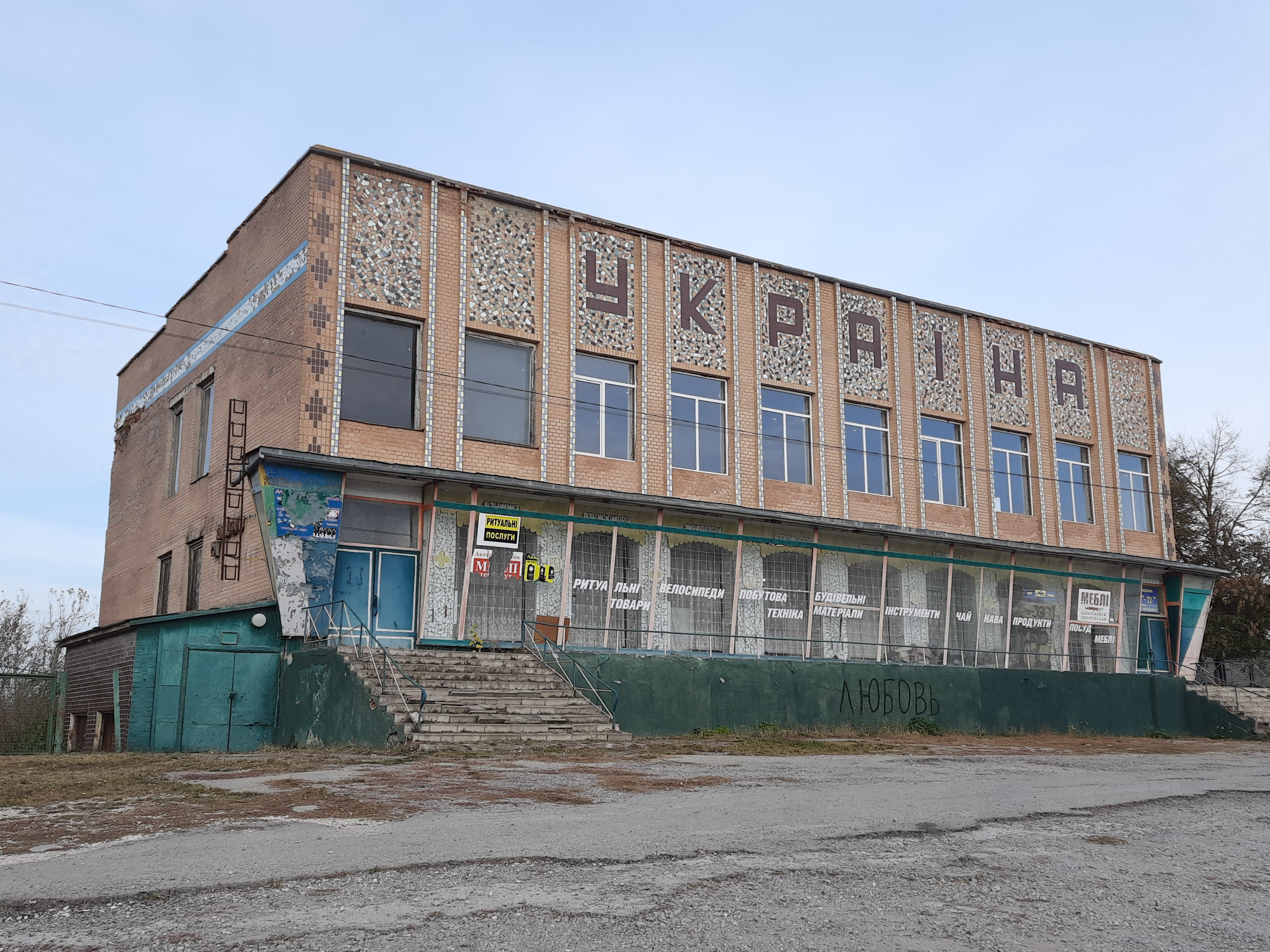
Універмаг «Україна».
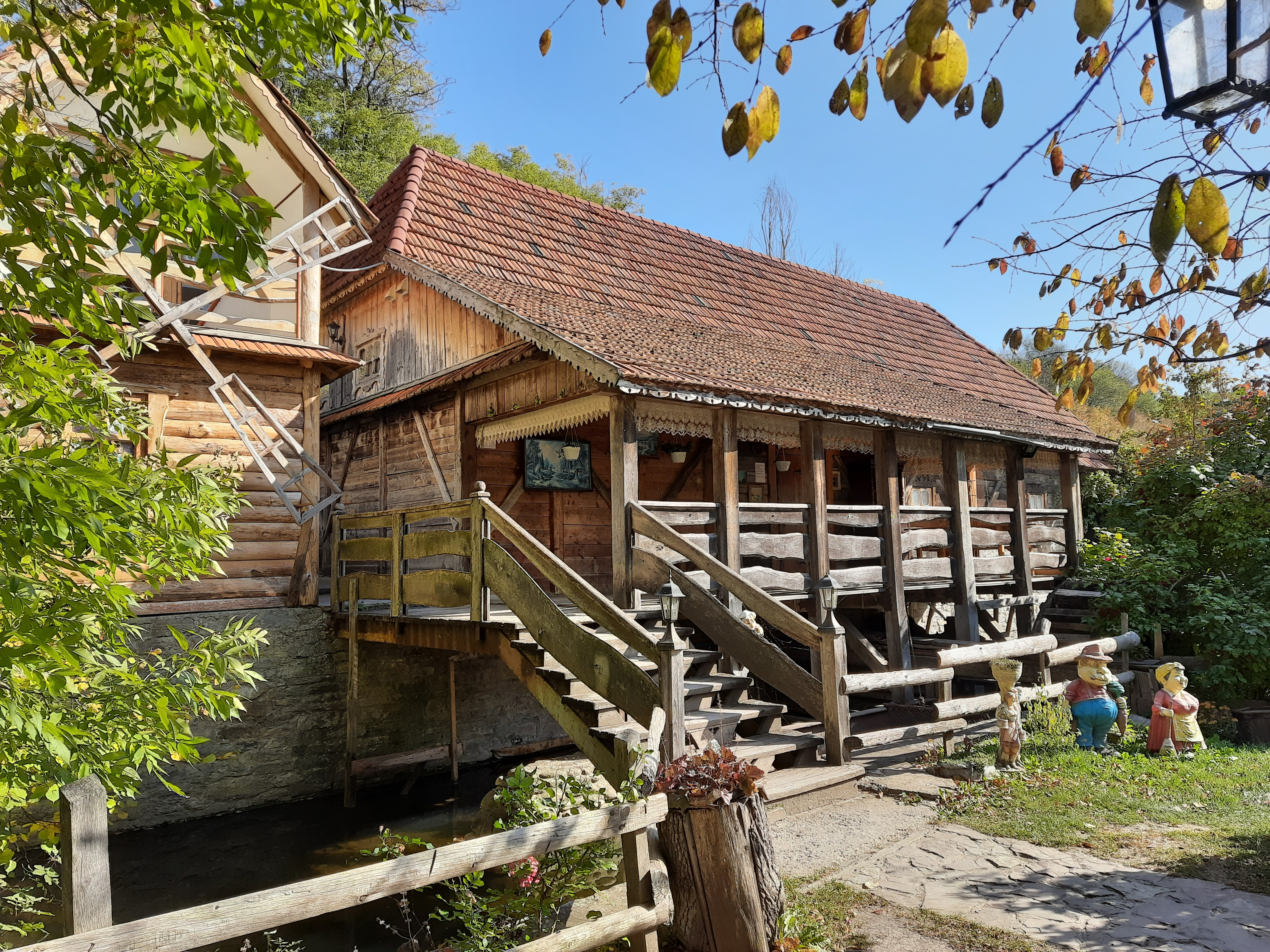
Зона відпочинку «Перевесло».
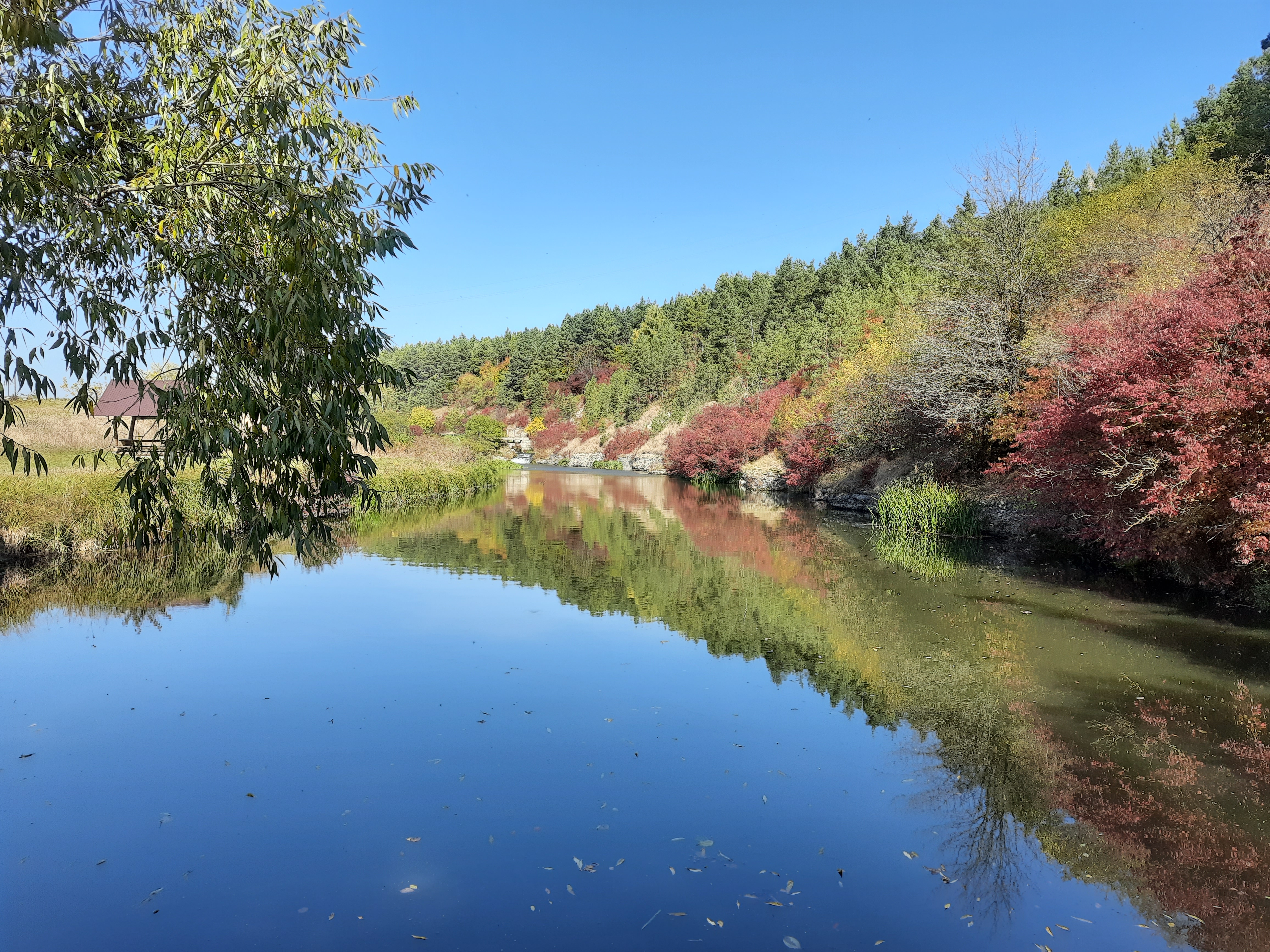
Ставок на річці Жванчик